# Фейетт (округ, Западная Виргиния)
Округ Фейетт (англ. Fayette County) располагается в США, штате Западная Виргиния. Официально образован 28 февраля 1831 года, получил своё название в честь французского политического и государственного деятеля Жильбера Лафайета. По состоянию на 2012 год, численность населения составляла 45 869 человек.
Округ входит в метрополитенский статистический ареал Бекли, население которого составляет 128 070 человек на 2016 год.

## География
Округ Фейетт расположен в юго-центральной Западной Виргинии. Он состоит из высокого плато, ограниченного на востоке горами Сеуэлл, а на западе долиной реки Канова. С юго-востока на северо-запад протекает река Нью-Ривер, разделяя округ глубоким ущельем, она соединяется с рекой Голи около Голи-Бридж и формирует реку Канова. По данным Бюро переписи США, общая площадь округа равняется 1730 км², из которых 1715 км² суша и 18 км² или 1,0 % это водоемы.

### Соседние округа
- Николас (Западная Виргиния) — север
- Гринбрайер (Западная Виргиния) — восток
- Саммерс (Западная Виргиния) — юго-восток
- Роли (Западная Виргиния) — юг
- Канова (Западная Виргиния) — запад

## История
На территории округа были найдены следы доисторических стоянок между реками Армстронг и Луп и индейские тропы и поселения вдоль Нью-Ривер и её притоков. Европейские поселенцы начали исследовать территорию в XVIII веке. Округ был создан Генеральной ассамблеей Виргинии 28-го февраля 1831 года из частей территорий округов Николас, Канова, Гринбайер и Логан. Он получил своё название в честь французского политического и государственного деятеля маркиза Жильбера Лафайета. В 1850 году часть территории округа перешла в новый округ Рэлей, в 1871 — в округ Саммерс. Первоначально окружной центр находился в Нью-Хейвене на северном берегу реки Нью-Ривер, но затем был перенесён на южный берег в город Вандалия (современный Фейетвилл) в 1837 году. К началу Гражданской войны в городе проживало 5997 человек, включая 271 раба. В ходе войны город Голи-Бридж несколько раз осаждался, в 1862 году произошла битва при Фейетвилле.
Строительство железной дороги Чесапика и Огайо через Нью-Ривер-Гордж было закончено 29 января 1873 года, это привело к индустриальному развитию округа. Были построены новые горнодобывающие города вдоль ущелья и на плато, значительно увеличилось население округа. С 1888 по 1903 год, Фейетт был лидирующим горнодобывающим округом Западной Виргинии. Началась трудовая эмиграция европейцев и афроамериканцев из южных штатов. В середине столетия угольная промышленность пошла на спад, многие города исчезли. Развитие дорог позволило перенести основной центр от ущелья и железнодорожной линии в глубь округа.

## Население
По данным переписи 2010 года население округа Фейетт составляло 46 039 человек (из них 50,1 % мужчин и 49,9 % женщин), в округе было 18 813 домашних хозяйств и 12 459 семей. На территории округа была расположена 21 618 постройка со средней плотностью застройки 12,6 строений на один квадратный километр суши. Расовый состав: белые — 93,5 %, коренные американцы (индейцы) — 0,2 %, афроамериканцы — 4,6 %, азиаты — 0,2 %, представители двух и более рас — 1,3 %.
Население Фейетта по возрастному диапазону распределилось следующим образом: 20,5 % — жители младше 18 лет, 3,7 % — между 18 и 21 годами, 58,9 % — от 21 до 65 лет и 16,9 % — в возрасте 65 лет и старше. Средний возраст населения — 43,0 лет. На каждые 100 женщин в округе приходилось 100,6 мужчин, при этом на 100 совершеннолетних женщин приходилось уже 98,3 мужчин сопоставимого возраста.
Из 18 813 домашних хозяйств 66,2 % представляли собой семьи: 48,7 % совместно проживающих супружеских пар (16,1 % с детьми младше 18 лет); 12,5 % — женщины, проживающие без мужей и 5,1 % — мужчины, проживающие без жён. 33,8 % не имели семьи. В среднем домашнее хозяйство ведут 2,35 человека, а средний размер семьи — 2,87 человека. В одиночестве проживали 29,1 % населения, 12,9 % составляли одинокие пожилые люди (старше 65 лет).

### Населённые пункты
Согласно данным 2010 года округ Фейетт был разделён на 3 района, по которым были распределены 10 городов и 18 статистически обособленных местностей.
Район Нью-Хейвен (население 16 173 человека):
| Вид населённого пункта  | Название                | Оригинальное название   | Население, чел. (2010) | Площадь, км² | Площадь воды, км² | Площадь суши, км² |
| ----------------------- | ----------------------- | ----------------------- | ---------------------- | ------------ | ----------------- | ----------------- |
| город                   | Анстед                  | Ansted town             | 1404                   | 4,3          | 0                 | 4,3               |
| город                   | Фейетвилл (часть)       | Fayetteville town       | 2883                   | 13,2         | 0                 | 13,1              |
| СОМ                     | Хайко                   | Hico CDP                | 272                    | 13           | 0                 | 13                |
| город                   | Медоу-Бридж             | Meadow Bridge town      | 379                    | 1,1          | 0                 | 1,1               |
| СОМ                     | Принс                   | Prince CDP              | 116                    | 5,2          | 0,5               | 4,7               |
| оставшаяся часть района | оставшаяся часть района | оставшаяся часть района | 11119                  | 896,3        | 7                 | 889,3             |

Район Плато (население 15 930 человек):
| Вид населённого пункта  | Название                | Оригинальное название   | Население, чел. (2010) | Площадь, км² | Площадь воды, км² | Площадь суши, км² |
| ----------------------- | ----------------------- | ----------------------- | ---------------------- | ------------ | ----------------- | ----------------- |
| СОМ                     | Глен-Джин               | Glen Jean CDP           | 210                    | 0,6          | 0                 | 0,6               |
| СОМ                     | Хиллтоп                 | Hilltop CDP             | 624                    | 1,7          | 0                 | 1,7               |
| СОМ                     | Минден                  | Minden CDP              | 250                    | 1,3          | 0                 | 1,3               |
| город                   | Маунт-Хоп (часть)       | Mount Hope city         | 1414                   | 2,3          | 0                 | 2,3               |
| город                   | Ок-Хилл (часть)         | Oak Hill city           | 7719                   | 12,2         | 0                 | 12,2              |
| город                   | Тармонд                 | Thurmond town           | 5                      | 0,2          | 0                 | 0,2               |
| оставшаяся часть района | оставшаяся часть района | оставшаяся часть района | 5708                   | 138,7        | 2,1               | 136,6             |

Район Валли (население 13 936 человек):
| Вид населённого пункта  | Название                | Оригинальное название   | Население, чел. (2010) | Площадь, км² | Площадь воды, км² | Площадь суши, км² |
| ----------------------- | ----------------------- | ----------------------- | ---------------------- | ------------ | ----------------- | ----------------- |
| СОМ                     | Бирдс-Форк              | Beards Fork CDP         | 199                    | 4,4          | 0                 | 4,4               |
| СОМ                     | Бумер                   | Boomer CDP              | 615                    | 3,8          | 0,3               | 3,6               |
| СОМ                     | Чарлтон-Хайтс           | Charlton Heights CDP    | 406                    | 1,3          | 0,2               | 1,1               |
| СОМ                     | Дип-Уотер               | Deep Water CDP          | 280                    | 2,6          | 0,3               | 2,3               |
| СОМ                     | Дикси                   | Dixie CDP (part)        | 89                     | 0,5          | 0                 | 0,5               |
| СОМ                     | Фоллс-Вью               | Falls View CDP          | 238                    | 1,1          | 0,2               | 0,9               |
| город                   | Фейетвилл (часть)       | Fayetteville town       | 9                      | 1            | 0                 | 1                 |
| город                   | Голи-Бридж              | Gauley Bridge town      | 614                    | 4,2          | 0,1               | 4,1               |
| СОМ                     | Глен-Феррис             | Glen Ferris CDP         | 203                    | 4,2          | 0,6               | 3,6               |
| СОМ                     | Кимберли                | Kimberly CDP            | 287                    | 2,3          | 0                 | 2,3               |
| СОМ                     | Кинсейд                 | Kincaid CDP             | 260                    | 2,3          | 0                 | 2,2               |
| город                   | Монтгомери (часть)      | Montgomery city         | 969                    | 3,1          | 0                 | 3,1               |
| СОМ                     | Маунт-Карбон            | Mount Carbon CDP        | 428                    | 0,6          | 0,2               | 0,4               |
| город                   | Ок-Хилл (часть)         | Oak Hill city (part)    | 11                     | 0,3          | 0                 | 0,3               |
| СОМ                     | Пейдж                   | Page CDP                | 224                    | 1,1          | 0                 | 1,1               |
| город                   | Пакс                    | Pax town                | 167                    | 0,8          | 0                 | 0,8               |
| СОМ                     | Пауэллтон               | Powellton CDP           | 619                    | 13,9         | 0                 | 13,9              |
| СОМ                     | Скарбро                 | Scarbro CDP             | 486                    | 1,8          | 0                 | 1,8               |
| город                   | Смитерс (часть)         | Smithers city (part)    | 811                    | 1,3          | 0                 | 1,3               |
| оставшаяся часть района | оставшаяся часть района | оставшаяся часть района | 7021                   | 589          | 5,9               | 583,1             |

## Экономика
В 2014 году из 37 408 человек старше 16 лет имели работу 15 617. При этом мужчины имели медианный доход в 41 311 долларов США в год против 27 352 долларов среднегодового дохода у женщин. В 2014 году медианный доход на семью оценивался в 42 776 $, на домашнее хозяйство — в 34 914 $. Доход на душу населения — 18 928 $ в год.

## Достопримечательности

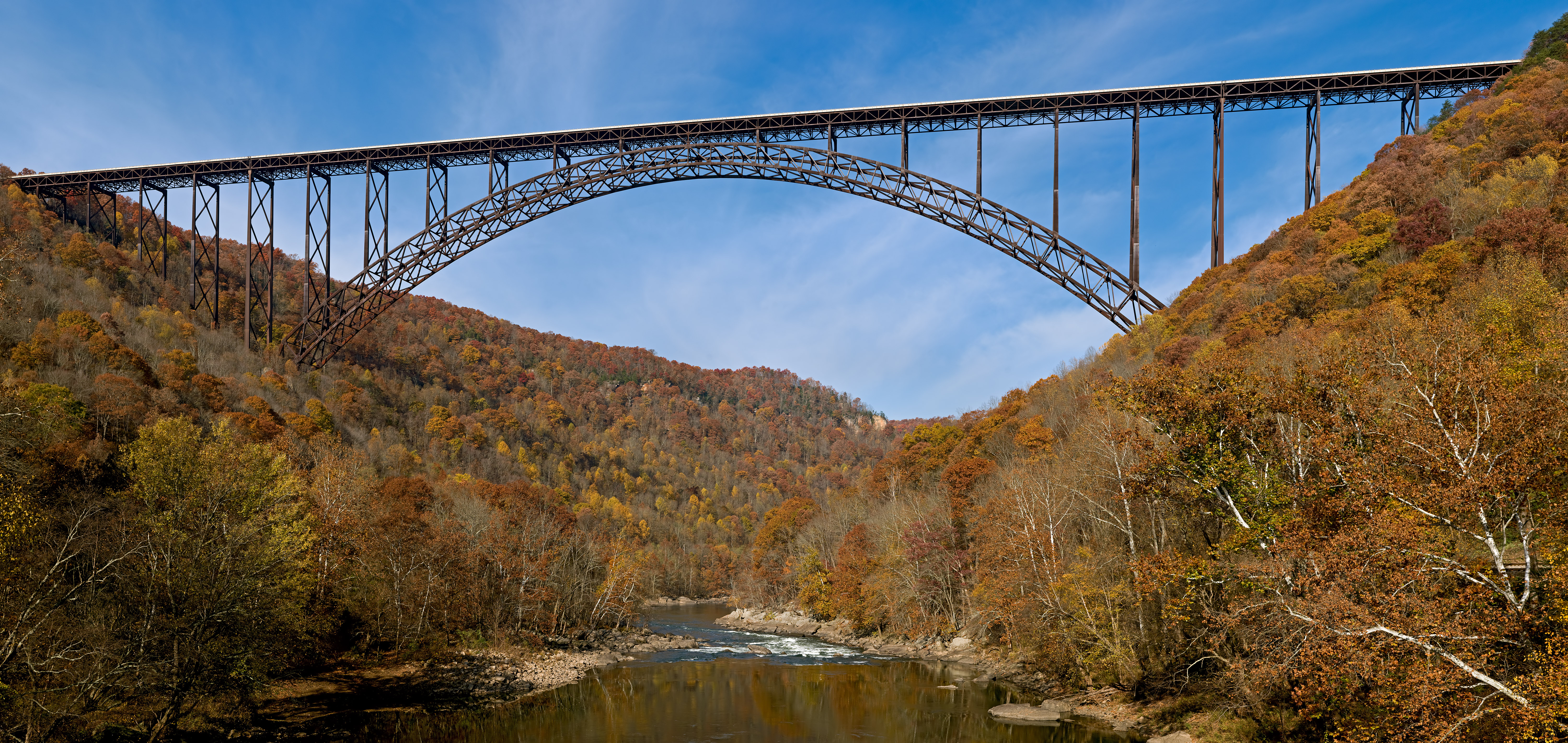
Мост Нью-Ривер-Гордж

- Мост Нью-Ривер-Гордж — построен в 1977 году. Имея длину пролёта 518 метров, занимает 4-ю строчку в списке арочных мостов с самыми длинными пролётами в мире[англ.] (с 1977 по 2003 года был первым) и 1-ю строчку в аналогичном списке для США (с 1977 года по настоящее время). Кроме того, имея высоту свода над водой в 267 метров, занимает 15-ю строчку в списке самых высоких мостов в мире и 3-ю строчку в аналогичном списке для США.